# 劉安 (弘治進士)
劉安（1465年—？），字以靜，山西大同府大同縣人，民籍，明朝政治人物。

## 生平
山西鄉試第四十四名舉人。弘治十五年（1502年）中式壬戌科會試第二百九十六名，三甲第一百八十四名進士。

## 家族
曾祖劉文卿；祖父劉整，贈吏部郎中；父劉文，右通政。前母許氏（封宜人）；母周氏。慈侍下。兄劉天禄（前锦衣卫千户）、劉天爵（義官）。弟劉寧。